# Lokomotiv Moskou
FK Lokomotiv Moskou (Russisch: ФК Локомотив Москва) is een Russische voetbalclub die uitkomt in de Premjer-Liga.

## Geschiedenis
Lokomotiv Moskou werd in 1923 opgericht. Aanvankelijk werd de club bestempeld als Club van de Oktoberrevolutie, maar dat werd in 1931 veranderd in Kazanka (Moskovskaja-Kazanskaja Zj. D.) en in 1936 tot de uiteindelijke naam Lokomotiv Moskou.
De ploeg is traditioneel de favoriet van de spoorwegmedewerkers, getuige ook de mascotte van de club, een oude stoomlocomotief, die te bewonderen is langs de ingang van het stadion.
De ploeg is begin 21e eeuw een van de sterkste clubs in de Russische competitie, samen met andere ploegen uit Moskou zoals FK CSKA Moskou (winnaar van de UEFA Cup 2004/05) en Spartak Moskou, en FK Zenit Sint-Petersburg (winnaar van de UEFA Cup 2007/08). Na een periode van dominantie door Spartak Moskou grepen de twee stadsgenoten. Lokomotiv wist in 2002 voor het eerst in de geschiedenis de nationale competitie te winnen. Dat deed de ploeg nog eens in 2004 en 2018.
In het seizoen 2006-2007 nam Lokomotiv deel aan de UEFA Cup, zie ook UEFA Cup 2006/07. Het werd uitgeschakeld door SV Zulte Waregem, waardoor Zulte Waregem doorging naar de groepsfase. Dat was ook de aanleiding tot het ontslag van trainer Slavoljub Muslin.

## Erelijst
- Premjer-Liga: 2002, 2004, 2018
- Pervaja Liga / Pervy divizion PFL: 1947, 1964, 1974
- Sovjetbeker: 1936, 1957
- Beker van Rusland: 1996, 1997, 2000, 2001, 2007, 2015, 2017, 2019, 2021
- Russische Supercup: 2003, 2005, 2019
- GOS-beker: 2005

## Eindklasseringen (grafisch) vanaf 1992
| 4 |

| 5 |

| 3 |

| 2 |

| 6 |

| 5 |

| 3 |

| 2 |

| 2 |

| 2 |

| 1 |

| 4 |

| 1 |

| 3 |

| 3 |

| 7 |

| 7 |

| 4 |

| 5 |

| - |

| 7 |

| 9 |

| 3 |

| 7 |

| 6 |

| 8 |

| 1 |

| 2 |

| 2 |

| 3 |

| 6 |

| 8 |

| 4 |

| Premjer-Liga |

## In Europa
Lokomotiv Moskou speelt sinds 1993 in diverse Europese competities. Hieronder staan de competities en in welke seizoenen de club deelnam:
- Champions League

2000/01, 2001/02, 2002/03, 2003/04, 2005/06, 2018/19, 2019/20, 2020/21
- Europa League

2010/11, 2011/12, 2015/16, 2017/18, 2021/22
- Europacup II

1996/97, 1997/98, 1998/99
- UEFA Cup

1993/94, 1995/96, 1999/00, 2000/01, 2001/02, 2005/06, 2006/07, 2007/08

## Trainers
- Vladimir Esjtrekov (2005)
- Slavoljub Muslin (2006 - 2006)
- Oleg Dolmatov (2006 - 2006)
- Anatoly Byshovets (2007)
- Rashid Rakhimov (2008 - 2009)
- Joeri Semin (1986 - 1990, 1992 - 2005, 2009 - 2010, 2016 - 2020)
- José Couceiro (2011 - 2012)
- Slaven Bilić (2012 - 2013)
- Leonid Kuchuk (2013 - 2014)
- Igor Cherevchenko (2014)
- Miodrag Božović (2014 - 2015)

## Bekende (oud-)spelers
- Valentin Boeboekin
- Jefferson Farfán
- Chakim Foezajlov
- Benedikt Höwedes
- Sergej Ignasjevitsj
- Dmitri Loskov
- Aleksej Mirantsjoek
- Anton Mirantsjoek
- Saïd Hamulić